# Episodi di Royal Pains (quinta stagione)
La quinta stagione della serie televisiva Royal Pains, composta da tredici episodi, è stata trasmessa in prima visione assoluta negli Stati Uniti d'America dal canale via cavo USA Network al 12 giugno all'11 settembre 2013.
In Italia la stagione è stata trasmessa da Joi, canale a pagamento della piattaforma Mediaset Premium, dal 19 settembre al 12 dicembre 2013; in chiaro, è andata in onda su La5 dal 22 ottobre al 7 novembre 2014.
| nº | Titolo originale   | Titolo italiano         | Prima TV USA      | Prima TV Italia   |
| -- | ------------------ | ----------------------- | ----------------- | ----------------- |
| 1  | Hankwatch          | Bentornato Hank!        | 12 giugno 2013    | 19 settembre 2013 |
| 2  | Blythe Spirits     | Lo spirito di Blythe    | 19 giugno 2013    | 26 settembre 2013 |
| 3  | Lawson Translation | La versione di Lawson   | 26 giugno 2013    | 3 ottobre 2013    |
| 4  | Pregnant Paws      | Gravidanza e scherzi    | 10 luglio 2013    | 10 ottobre 2013   |
| 5  | Vertigo            | Vertigini               | 17 luglio 2013    | 17 ottobre 2013   |
| 6  | Can of Worms       | Nido di vipere          | 24 luglio 2013    | 24 ottobre 2013   |
| 7  | Chock Full O' Nuts | Pieno zeppo di matti!   | 31 luglio 2013    | 31 ottobre 2013   |
| 8  | Hammertime         | L'asta di Paige         | 7 agosto 2013     | 7 novembre 2013   |
| 9  | Pins and Needles   | Il linguaggio dei fiori | 14 agosto 2013    | 14 novembre 2013  |
| 10 | Game of Phones     | Viaggio in Toscana      | 21 agosto 2013    | 21 novembre 2013  |
| 11 | Open Invitation    | Invito aperto           | 28 agosto 2013    | 28 novembre 2013  |
| 12 | A Trismus Story    | Evan vs. Blythe         | 4 settembre 2013  | 5 dicembre 2013   |
| 13 | Bones to Pick      | Crisi di un matrimonio  | 11 settembre 2013 | 12 dicembre 2013  |

## Bentornato Hank!
- Titolo originale: Hankwatch
- Diretto da: Emile Levisetti
- Scritto da: Andrew Lenchewski e Jeff Drayer

### Trama
Hank riprende il suo lavoro a tempo pieno, mentre una raccolta fondi potrebbe mettere a repentaglio la salute di uno degli abitanti degli Hampton. Nel frattempo Jeremiah decide di ritornare a lavorare alla HankMed, mentre Evan è impegnato a dare la caccia ad un nuovo cliente e Divya riceve una notizia inaspettata.

## Lo spirito di Blyte
- Titolo originale: Blythe Spirits
- Diretto da: Constantine Makris
- Scritto da: Michael Rauch

### Trama
Hank si occupa di un poliziotto alle prese con una figlia adolescente piuttosto ribelle. Nel frattempo Evan e Paige saranno impegnati ad apportare delle migliorie alla loro nuova abitazione. La HankMed riceve un'offerta da un paziente, mentre Divya si ritroverà ad affrontare una serie di cambiamenti, che risulteranno molto più complicati di quanto si aspettasse.

## Pieno zeppo di matti!
- Titolo originale: Chock Full O' Nuts
- Diretto da: Mark Feuerstein
- Scritto da: Aubrey Karr

### Trama
Shelby e Keller non riescono a concludere i negoziati per la stipula del contratto di acquisizione della HankMed da parte della Symphony. Solo la risolutezza di Hank spingerà i due ad un accordo che si rivelerà non solo di tipo lavorativo.

## L'asta di Paige
- Titolo originale: Hammertime
- Diretto da: Allison Liddi-Brown
- Scritto da: Jack Bernstein

### Trama
Un ospite inatteso e una grande asta a Shadow Pond coinvolgono Hank, Evan e Paige in un mistero tutto da svelare...

## Invito aperto
- Titolo originale: Open Invitation
- Diretto da: Joe Collins
- Scritto da: Michael Rauch e Jessica Ball

### Trama
Hank inizia a risentire dell'abuso degli analgesici. Eddie gli organizza un incontro con una 'guru' che può aiutarlo ad uscire dalla dipendenza. In realtà in seguito si scopre che Hank ha un'infiammazione radicolare. Divia scopre che Jeremiah è innamorato di lei.

## Evan vs. Blythe
- Titolo originale: A Trismus Story
- Diretto da: Tawnia McKiernan
- Scritto da: Constance M. Burge e Jack Bernstein

### Trama
Mentre Molly comincia a fidarsi di Hank, questi deve affrontare il problema della dipendenza dai farmaci. Evan e Paige scoprono che il loro matrimonio "on line" non ha valore legale. È giorno di elezioni per il consiglio comunale e per Evan arriva una piacevole sorpresa...

## Crisi di un matrimonio
- Titolo originale: Bones to Pick
- Diretto da: Michael Rauch
- Scritto da: Andrew Lenchewski

### Trama
A Paige viene offerto di sostituire Russel a Parigi. Questo metterà ulteriormente in crisi il suo matrimonio con Evan. Hank, intenzionato a partire per un lungo viaggio con Boris, cede la direzione della HankMed a Jeremiah. La gravidanza di Divya è a rischio; la donna è costretta a stare a riposo e Jeremiah le offre il suo aiuto.